# Hypogammaglobulinémie commune d'expression variable
 Mise en garde médicale
L'Hypogammaglobulinémie commune d'expression variable, appelé aussi déficit immunitaire commun variable consiste en un groupe de maladies hétérogènes qui aboutissent à un déficit immunitaire d'expression et de gravité variable.
Il existe un déficit net, quoique incomplet du dosage des immunoglobulines sériques.

## Épidémiologie
C'est la cause d'environ 14 % des déficits immunitaires primitifs.

## Cause
Elle reste inconnue. Il semble exister une susceptibilité génétique, des mutations sur les gènes TACI , NFKB1, NKFB2, PIK3CD, IKZF1 ainsi que d'autres.

## Description
Les signes apparaissent vers l'âge de 2 à 3 ans, sous forme d'infections, notamment bactériennes, le plus souvent respiratoires. Il peut aussi exister une pullulation microbienne digestive, responsable d'un syndrome de malabsorption.
On peut aussi se trouver en présence de signes de prolifération du système lymphoïde, splénomégalie, adénopathie, prolifération des cellules du thymus.
L'affection peut se compliquer d'une prolifération néoplasique ou d'une maladie auto-immune.

## Traitement
Il convient de pallier le déficit en administrant régulièrement des immunoglobulines. Ce traitement a un caractère prolongé, sans alternative dans le cadre actuel de la science.
Les préparations actuelles d'immunoglobulines polyvalentes par voie veineuse sont beaucoup moins soumises à un risque de transmission de maladies virales (Hépatite B, VHC, VIH).
Les patients sont cependant susceptibles de déclencher des réactions "allergiques" aux Immunoglobulines injectées, de traitement difficile.